# Chassigny
Chassigny là một xã trong tỉnh Haute-Marne, thuộc vùng hành chính Grand Est của nước Pháp, có dân số là 267 người (thời điểm 1999).

## Thông tin nhân khẩu
| 1962 | 1968 | 1975 | 1982 | 1990 | 1999 |
| ---- | ---- | ---- | ---- | ---- | ---- |
| 320  | 329  | 313  | 272  | 254  | 267  |